# Jordi Costa i Roca
Jordi Costa i Roca (Barcelona, 1925 - Perpinyà, 10 de febrer de 2000) fou un activista polític i cultural català.
La seva professió era la d'enginyer químic. Treballà com a professor de física al liceu de Ceret, al Vallespir. Va ser un dels creadors de la Universitat Catalana d'Estiu i del Moviment Socialista de Catalunya. Va ser membre del GREC, des d'on dirigí el butlletí Sant Joan i Barres entre 1968 i 1970. També va col·laborar amb altres iniciatives, essent president del Moviment Laic de les Cultures Regionals de França i secretari general de l'Associació Internacional per a la Defensa de les Llengües i Cultures Amenaçades.

## Obres publicades
- 1960- Història del sindicalisme francès
- 1989- Xacbert de Rosselló, lleó de combat (1185-1275).